# La prisión (canción de Maná)
«La prisión» es una canción y el segundo sencillo de la banda de Rock pop mexicana Maná, de su décimo álbum de estudio Cama incendiada. El tema fue escrito y producido por George Noriega y Fernando Olvera y publicado el 20 de abril de 2015 a través de Warner Music México.

## Vídeo oficial
El videoclip fue estrenado en el programa de Telemundo «Al Rojo Vivo» el día 12 de octubre de 2015, La historia cuenta una historia de amor y desamor de una mujer que tiene visiones de su situación, que son representados como espejismos en el desierto

## Posiciones en las listas
| Listas (2015)                              | Posición |
| ------------------------------------------ | -------- |
| Estados Unidos Billboard Hot Latin Tracks  | 45       |
| Estados Unidos Billboard Latin Pop Airplay | 1        |
| Estados Unidos Billboard Latin Airplay     | 13       |
| México Billboard Airplay                   | 18       |
| México Billboard Espanol Airplay           | 2        |